# Kerby Rychel
Kerby Dayne Rychel, född 7 oktober 1994, är en kanadensisk-amerikansk professionell ishockeyspelare som tillhör NHL-organisationen Calgary Flames och spelar för deras primära samarbetspartner Stockton Heat i AHL. 
Han har tidigare spelat på NHL-nivå för Montreal Canadiens och Columbus Blue Jackets, och på lägre nivåer för Rocket de Laval, Toronto Marlies, Lake Erie Monsters och Springfield Falcons i AHL och Guelph Storm, Windsor Spitfires och Mississauga St. Michael's Majors i OHL. Värvades av Örebro i SHL men lämnade sedan efter en månad pga personliga skäl.

## Klubblagskarriär

### NHL

#### Columbus Blue Jackets
Rychel draftades i första rundan i 2013 års draft av Columbus Blue Jackets som 19:e spelare totalt.
Han skrev på ett treårigt entry level-kontrakt värt 2,59 miljoner dollar med Blue Jackets den 31 december 2013.

#### Toronto Maple Leafs
Den 25 juni 2016 blev han tradad till Toronto Maple Leafs i utbyte mot Scott Harrington och ett villkorligt draftval.

#### Montreal Canadiens
25 februari 2018 blev han tillsammans med Rinat Valiev och ett draftval i andra rundan 2018, tradad från Maple Leafs till Montreal Canadiens i utbyte mot Tomáš Plekanec och Kyle Baun. Draftvalet använde Canadiens till att välja Jacob Olofsson i NHL-draften 2018.

#### Calgary Flames
Han skrev på ett ettårskontrakt värt 725 000 dollar med Calgary Flames den 20 augusti 2018.

## Privatliv
Han är son till den före detta NHL-spelaren Warren Rychel, som vann Stanley Cup med Colorado Avalanche för säsong 1995-1996.

## Statistik
| 2008–2009  | Sun County Panthers Minor Midget AAA | AHMMPL     | 26  | 11  | 17  | 28  | 24  | 12 | 8  | 5  | 13 | 2  |
| 2009–2010  | Belle Tire U16                       | T1EHL      | 29  | 13  | 10  | 23  | 29  | —  | —  | —  | —  | —  |
| 2010–2011  | Mississauga St. Michael's Majors     | OHL        | 30  | 2   | 6   | 8   | 47  | —  | —  | —  | —  | —  |
|            | Windsor Spitfires                    | OHL        | 32  | 5   | 8   | 13  | 26  | 18 | 2  | 5  | 7  | 14 |
| 2011–2012  | Windsor Spitfires                    | OHL        | 68  | 41  | 33  | 74  | 54  | 4  | 2  | 0  | 2  | 5  |
| 2012–2013  | Windsor Spitfires                    | OHL        | 68  | 40  | 47  | 87  | 94  | —  | —  | —  | —  | —  |
| 2013–2014  | Windsor Spitfires                    | OHL        | 27  | 16  | 22  | 38  | 15  | —  | —  | —  | —  | —  |
|            | Guelph Storm                         | OHL        | 31  | 18  | 33  | 51  | 28  | 20 | 11 | 21 | 32 | 23 |
| 2014–2015  | Columbus Blue Jackets                | NHL        | 5   | 0   | 3   | 3   | 2   | —  | —  | —  | —  | —  |
|            | Springfield Falcons                  | AHL        | 51  | 12  | 21  | 33  | 43  | —  | —  | —  | —  | —  |
| 2015–2016  | Columbus Blue Jackets                | NHL        | 32  | 2   | 7   | 9   | 15  | —  | —  | —  | —  | —  |
|            | Lake Erie Monsters                   | AHL        | 37  | 6   | 21  | 27  | 53  | 17 | 1  | 5  | 6  | 26 |
| 2016–2017  | Toronto Marlies                      | AHL        | 73  | 19  | 33  | 52  | 118 | 11 | 2  | 3  | 5  | 2  |
| 2017–2018  | Toronto Marlies                      | AHL        | 55  | 10  | 20  | 30  | 36  | —  | —  | —  | —  | —  |
|            | Montreal Canadiens                   | NHL        | 4   | 1   | 1   | 2   | 2   | —  | —  | —  | —  | —  |
|            | Rocket de Laval                      | AHL        | 16  | 8   | 4   | 12  | 8   | —  | —  | —  | —  | —  |
| 2018–2019  | Stockton Heat                        | AHL        | —   | —   | —   | —   | —   | —  | —  | —  | —  | —  |
| NHL totalt | NHL totalt                           | NHL totalt | 41  | 3   | 11  | 14  | 19  | —  | —  | —  | —  | —  |
| AHL totalt | AHL totalt                           | AHL totalt | 232 | 55  | 99  | 154 | 258 | 28 | 3  | 8  | 11 | 28 |
| OHL totalt | OHL totalt                           | OHL totalt | 256 | 122 | 149 | 271 | 264 | 42 | 15 | 26 | 41 | 42 |